# Opus Dei

Însemnul prelaturii
"Opus Dei"

Opus Dei (în latină Praelatura Sanctae Crucis et Opus Dei, în română Lucrarea lui Dumnezeu) este o instituție a Bisericii Catolice, o prelatură personală, al cărei scop este să contribuie la munca de evanghelizare a Bisericii, răspândind chemarea universală la sfințenie în viața de zi cu zi. 
Prelaturile personale sunt structuri ierarhice a Bisericii Catolice, 
compuse din laici și preoți, sub conducerea unui prelat. 
Prelatul actual este Mons. Fernando Ocáriz, preot spaniol. „Opus Dei” a fost inființat de către Ioan Paul al II-lea ca prelatură personală prin Constituția Apostolică Ut sit în dată de 28 noiembrie 1982. Papa a promulgat statutele prelaturii „Opus Dei”, care reprezentă legea particulară ei.
"Opus Dei" a fost întemeiată de Josemaría Escrivá de Balaguer (1902-1975), la Madrid la 2 octombrie 1928. După Anuarul Pontifical, la ora actuală peste 90.000 de persoane de pe cele cinci continente fac parte din prelatură. Sediul său, împreună cu biserica prelaturii, se află la Roma.

## Galerie de imagini

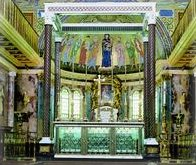
Biserica prelaturii din Roma

## Lectura suplimentară
- Allen, John L. Jr. (2007). Opus Dei. O privire obiectivă asupra miturilor și adevărurilor celei mai controversate forțe din Biserica Catolică. RAO. ISBN 9789731031552..